# Project Zero: Maiden of Black Water
Project Zero: Maiden of Black Water, in Giappone Zero: Nuregarasu no miko (零 〜濡鴉ノ巫女〜? lett. "Zero: La miko del corvo bagnato") e in Nord America Fatal Frame: Maiden of Black Water, è un videogioco d'avventura dinamica horror del 2014 per Wii U, quinto capitolo della serie Project Zero. È stato sviluppato da Koei Tecmo in collaborazione con Nintendo SPD e pubblicato in Giappone da Nintendo il 24 settembre 2014 e nel mercato occidentale ad ottobre 2015. In occasione dell'E3 2021 è stata annunciata una versione rimasterizzata del titolo, pubblicata il 28 ottobre 2021 su Nintendo Switch, Microsoft Windows, Xbox One, Xbox Series X/S, PlayStation 4 e PlayStation 5.

## Sviluppo
Il primo dettaglio sul videogioco è stato rivelato da Koei Tecmo il 24 aprile 2014, e riguardava l'esclusività del titolo per Wii U. Il gioco non è stato presentato all'E3 2014 bensì  in una presentazione live sul sito giapponese Niconico il 17 luglio 2014, in cui erano presenti il produttore Keisuke Kikuchi di Koei Tecmo e Shigeru Miyamoto di Nintendo. Il titolo utilizza alcune caratteristiche del motore grafico di Dead or Alive 5.
Il gioco è stato poi presentato al Digital Event della Nintendo dell'E3 2015 confermando la distribuzione occidentale per il 2015, con quella europea programmata per il 30 ottobre 2015.
Tuttavia il gioco, come riportato da Nintendo sull'omonimo sito ufficiale, non viene tradotto in italiano ma supporta solo la lingua inglese, tedesca e francese. 
Il videogioco è nato intorno all'idea dell'horror giapponese, che include vecchi edifici giapponesi, l'utilizzo di una fotocamera per impressionare gli spiriti e la paura di immergersi nell'acqua. L'ambiente sarà composto da più aree, come zone montane, laghi e cimiteri, e secondo il produttore saranno presenti anche fantasmi tradizioni giapponesi che usciranno dall'acqua per afferrare il personaggio giocante. Il Wii U GamePad potrà essere usato stile fotocamera per mostrare dettagli non distinguibili sullo schermo del televisore, e potrà anche fungere da arma contro i nemici.

## Personaggi giocabili
- Yūri Kozukata (不来方 夕莉?, Kozukata Yūri) (doppiata da Risa Taneda)[9]

È una ragazza con l'abilità di psicometria e necromanzia, alla ricerca di una sua amica scomparsa nella zona montuosa di Hikamiyama.
- Miu Hinasaki (雛咲 深羽?, Hinasaki Miu) (doppiata da Maaya Uchida)[9]

È una ragazza alla ricerca di sua madre, scomparsa da piccola.
- Ren Hōjō (放生 蓮?, Hōjō Ren) (doppiato da Tatsuhisa Suzuki)[9]

È uno scrittore, amico di Yūri, che si avventura verso Hikamiyama per fare alcune ricerche per il suo nuovo libro.
- Ayane (あやね?) (doppiata da Wakana Yamazaki)[10]

È una kunoichi alla ricerca di una ragazzina scomparsa. Ayane è un personaggio della serie Dead or Alive, ed è possibile utilizzarla in una missione bonus del gioco.

## Distribuzione
Il gioco verrà distribuito in America solo in versione digitale, scaricabile quindi dal Nintendo eShop. Mentre al Gamescom 2015 che si è tenuto in Germania, è stata annunciata una Limited Edition che verrà distribuita solo in Europa. La Limited Edition sarà l'unica versione Retail del gioco facendo capire che non ci sarà una versione Standard.